# Ioteba Tamuera Uriam
Ioteba Tamuera Uriam (Tamana, 1910 – 1988) è stato uno scrittore, musicista e politico gilbertese, che scrisse nella sua lingua il testo e la musica dell'inno nazionale del Kiribati, Kunan Kiribati.